# Kalendarium historii Bolkowa

## Czasy piastowskie

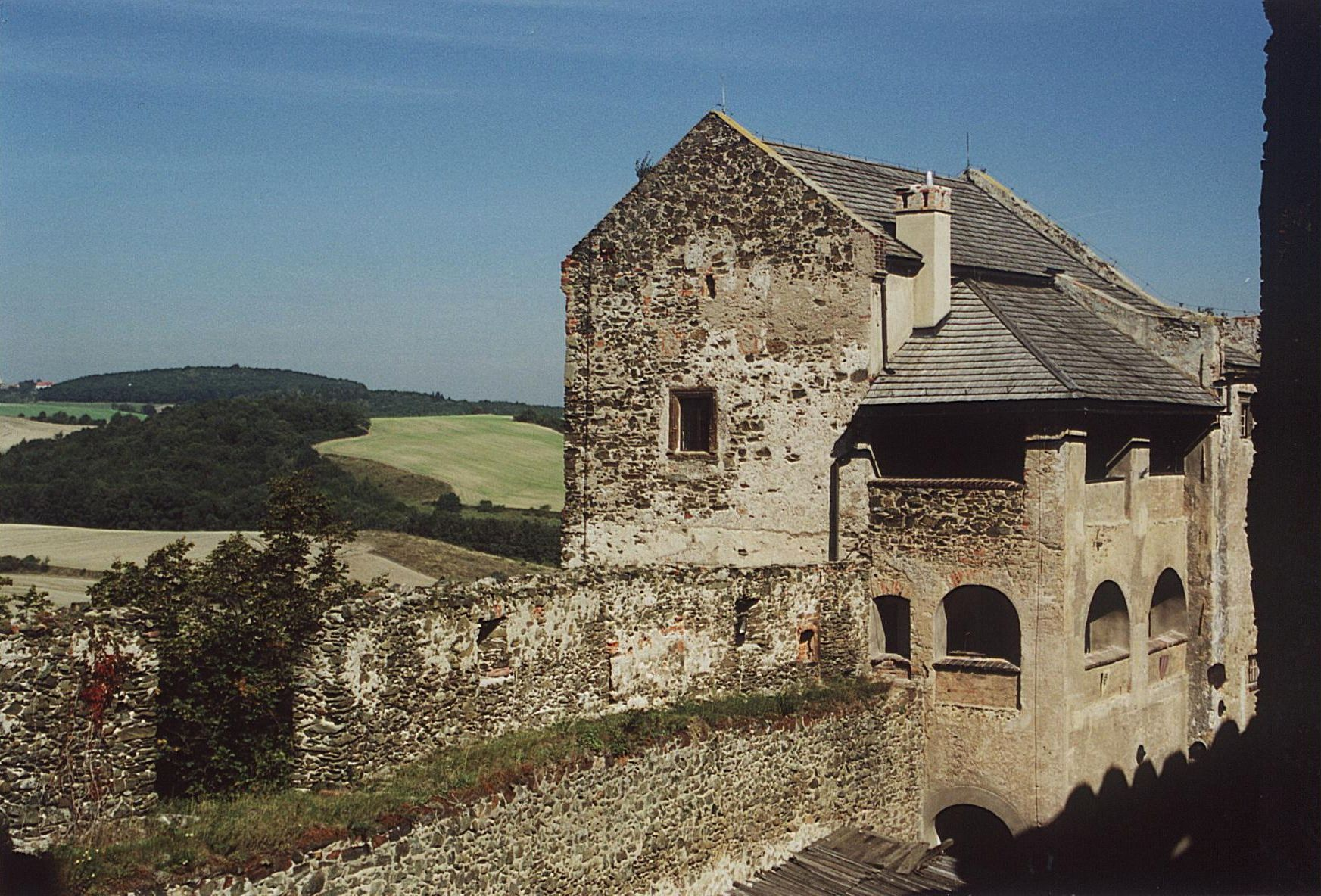
Zamek Piastowski w Bolkowie

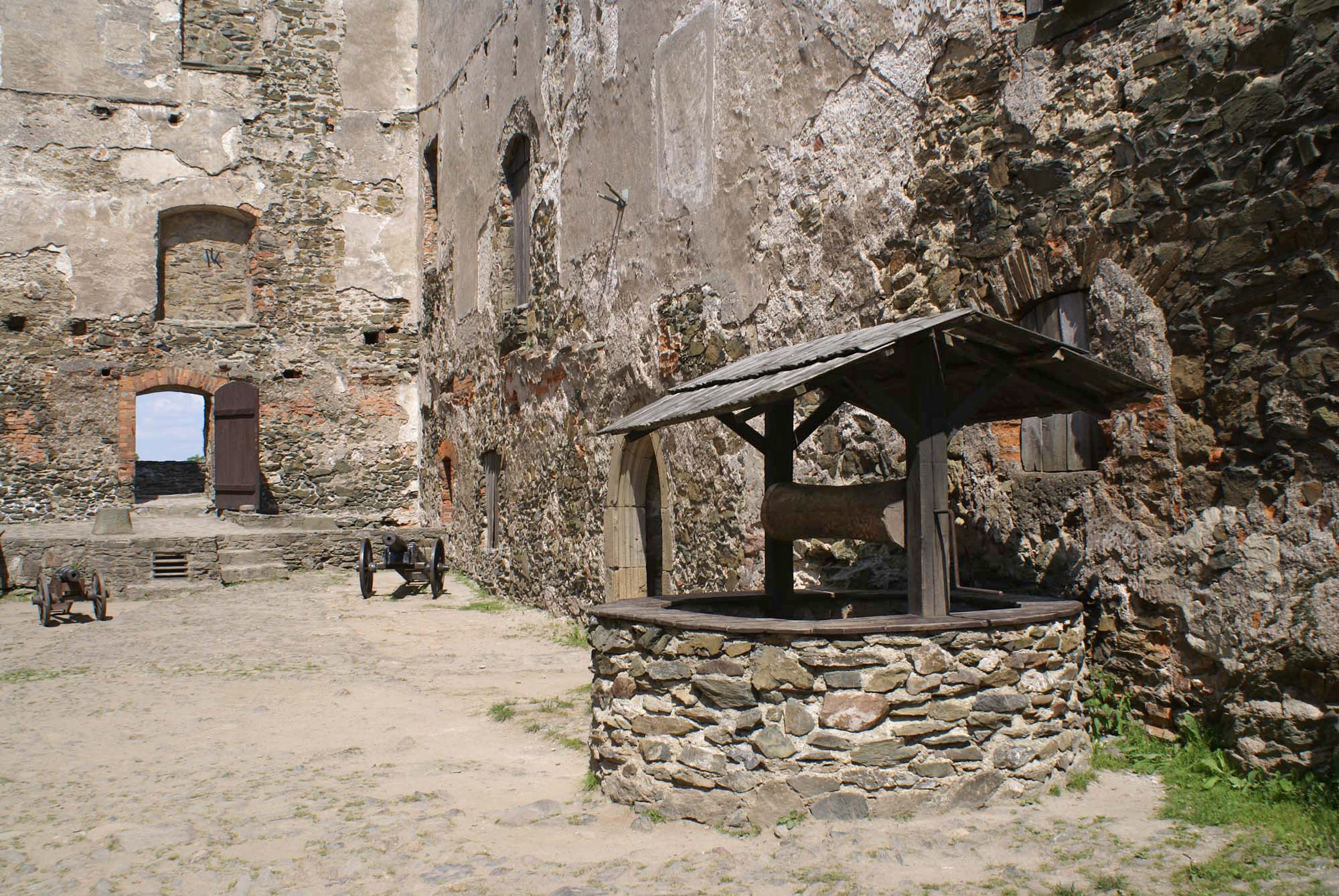
Dziedziniec zamkowy

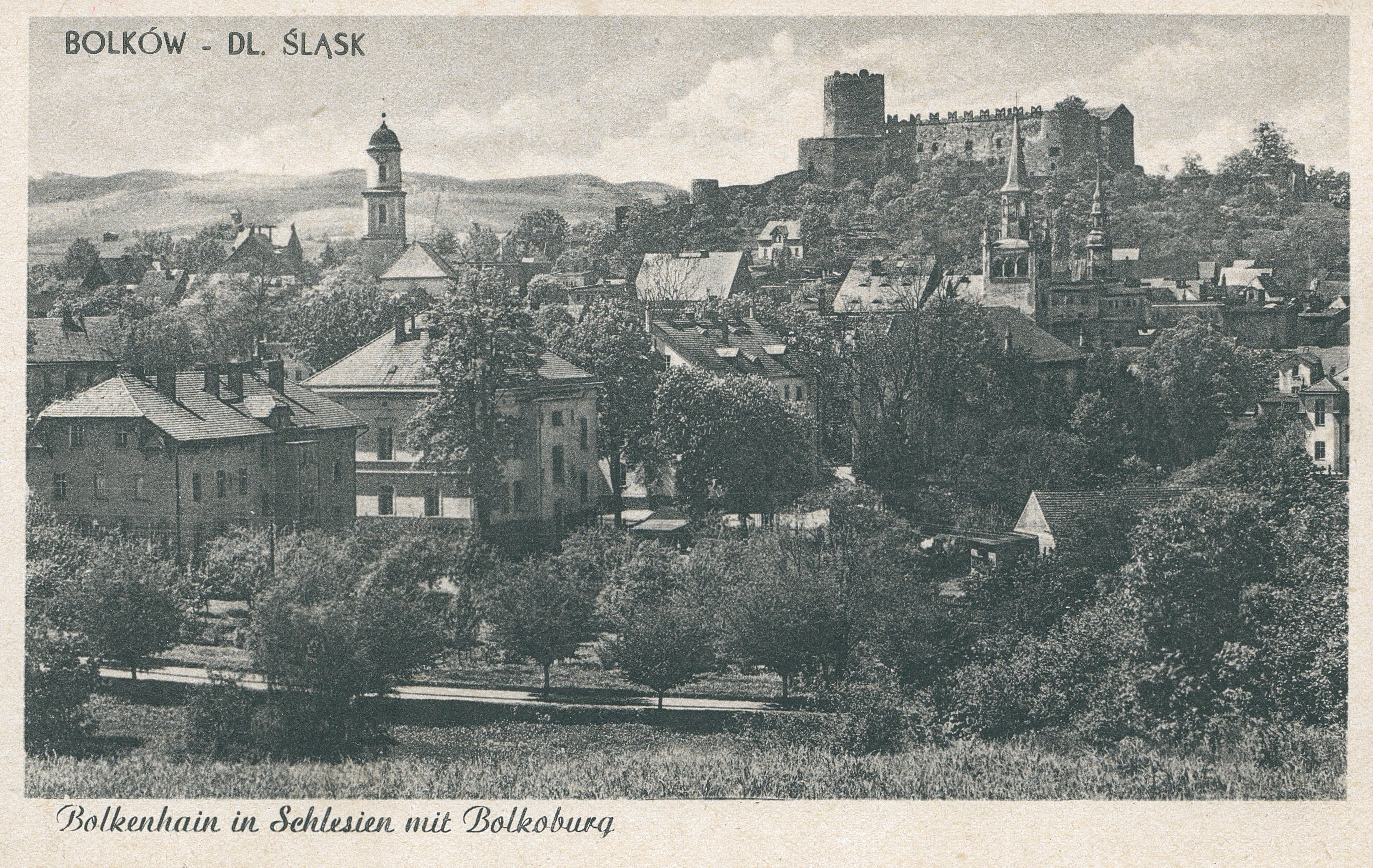
Widok miejscowości przed 1945

- 1108 – pierwsza wzmianka o kasztelanii na tych ziemiach
- 1155 – miasto wymienione wśród grodów w bulli papieża Hadriana IV
- 1241 – najazd Mongołów i zniszczeni podgrodzia
- 1276 – miasto otrzymuje prawa miejskie
- 1277–1293 – budowa zamku w Bolkowie
- 9 października 1277 – pierwsza wzmianka o zamku
- 1298 – budowa szpitala św. Ducha oraz kościoła z fundacji Bolka I Surowego
- 1312 – miastu zostaje nadana nazwa Bolków przez Bernarda świdnickiego
- 1326 – pierwsza pieczęć miejska z herbem Bolkowa
- 1330 – budowa murów obronnych
- 1345 – wojska czeskie bezskutecznie oblegają zamek i miasto
- 1345–1348 – wojny z wojskami czeskimi
- 1346 – miasto otrzymuje przywilej targu solnego
- 1361 – wydzierżawienie przez miasto dziesięcioletniego prawa menniczego, bicie złotej i srebrnej monety
- 1368 – po śmierci Bolka II Zamek Bolków przechodzi dożywotnio na jego żonę, księżnę Agnieszkę
- 1392 – zamek w Bolkowie i miasto po śmierci księżnej Agnieszki przechodzi na rzecz Korony Czeskiej

## XV wiek
- 29 sierpnia 1428 – zdobycie miasta przez husytów
- 1429–1430 – Wojny husyckie, zniszczenie miasta
- 1430 – Grünhagen w Hussitenkämpfe der Schlesier, podaje w wątpliwość, czy były dwa husyckie oblężenia, twierdząc że było jedno w 1430 r. po św. Janie
- 1444 – napad na miasto i jego spalenie przez husytów
- 1461 – odbudowa szpitala św. Ducha
- 1463 – król czeski Jerzy z Podiebradów zdobywa zamek i oddaje jako lenno swojemu zwolennikowi Hansowi von Tschirnhausowi
- 1463–1468 – Hans von Tschirnhaus przekształca zamek w Gniazdo Rabusiów
- 1466 – miasto zakupiło wieś Wolbromek
- 1468 – mieszczanie w Wrocławia, Świdnicy, Jawora i Günzel von Schweinichen wspólnymi siłami zdobywają Bolków i usuwają Hansa von Tschirnhausa, który zostaje zabity, zdobywają wtedy zamek w Bolkowie i w zamek Niesytno w Płoninie
- 1483 – umocnienie zamku na polecenie króla Macieja Korwina
- 1493 – oblężenie zamku przez księcia cieszyńskiego Kazimierza II
- 1494 – przekazanie zdobytego miasta przez wojska Władysława II Jagiellończyka Fabianowi von Tschirnhaus
- 27 kwietnia 1495 – król Władysław II Jagiellończyk potwierdza wszystkie posiadane przez miasto przywileje

## XVI wiek
- 1508 – nadanie przywileju wyboru rady miejskiej
- 1526 – Bolków, podobnie jak Śląsk i Czechy, przechodzi pod władanie Habsburgów
- 9 września 1536 – Ferdynand I Habsburg nadaje miastu przywilej jarmarków na Trzech Króli i w dzień św. Michała (29 września)
- 1528 – król Ferdynand I potwierdza wszystkie przywileje uzyskane przez Bolków od książąt śląskich i królów czeskich, miasto otrzymuje monopolowe prawo wyszynku piwa
- 1534 – Jakub, biskup Wrocławia i Nysy, nadaje miastu przywilej jarmarków w Niedzielę Palmową, Wniebowstąpienie i św. Jakuba (25 lipca)
- 1539–1540 – lombardzki architekt Jakub Parr (Pahr) przebudowuje bolkowski zamek, powiększa fortyfikację
- 1544 – pierwszy protestantki kaznodzieja przybywa do miasta, kościół świętej Jadwigi zostaje przekształcony w zbór luterański
- 1551 – Bolków liczy 120 domów
- 1553 – w mieście wybucha epidemia dżumy, umiera 30% mieszkańców
- 1555 – powstanie cechu piekarzy
- 1567, 1570, 1573 – wielkie powodzie, Nysa Szalona występuje z brzegów, w 1567 r. zostają zerwane dwa mosty na Nysie Szalonej, rozpoczyna się budowa mostu z kamienia
- 1575 – powstanie straganów chlebowych koło ratusza
- 1583 – w mieście panuje zaraza, umiera 342 mieszkańców
- 1590 – trzęsienie ziemi przynosi znaczne straty materialne
- 1596 – zamek przechodzi na własność Matthiasa von Logau

## XVII wiek
- 13 kwietnia 1605 – petycja cesarza Rudolfa II, wydana w Pradze, która "Bolkowskiemu Bractwu Kurkowemu" przyznaje 10 do 15 talarów
- 1618 – początek Wojny Trzydziestoletniej; Bolków początkowo zostaje oszczędzony, miasto liczy około 300 mieszkańców
- 1622 – pożar szpitala
- 1629 – austriacki dragon von Bibra zajmuje miasto, zmienia on kościół z powrotem na katolicki, obywatele są zmuszeni wyznawać katolicyzm
- 1632 – w czasie Wielkiejnocy pożar pustoszy miasto, tylko ratusz i cztery domy zostają oszczędzone
- 1640–1642 – od 20 sierpnia oddział szwedzki pod dowództwem Torstena Stålhandske dwukrotnie bezskutecznie oblega Bolków
- 1646 – we wrześniu dochodzi do trzeciego oblężenia, tym razem pod dowództwem generała Arvida Wittenberga. Zamek i miasto kapitulują po kilku dniach (21 września). Przez 9 dni żołdacy szwedzcy plądrują i pustoszą miasto, w dużej części ten oddział składał się z niemieckich najemników
- 1646–1650 – kościół zostaje ponownie przemianowany na protestancki
- 1648 – koniec wojny; Bolków liczy 100 mieszkańców, straty zostają oszacowane przez cesarstwo na 30197 guldenów, przez Szwedów na 35448 guldenów
- od 1650 – dynamiczny rozwój tkactwa
- 8 maja 1650 – opuszczenie miasta przez Szwedów
- 1659 – cesarz Leopold I potwierdza przywileje miasta
- 1669 – miasto liczy 327 mieszkańców
- 1670 – budowa nowego ratusza
- 1674 – budowa nowego szpitala
- 1688 – Bolków liczy 456 mieszkańców

## XVIII wiek

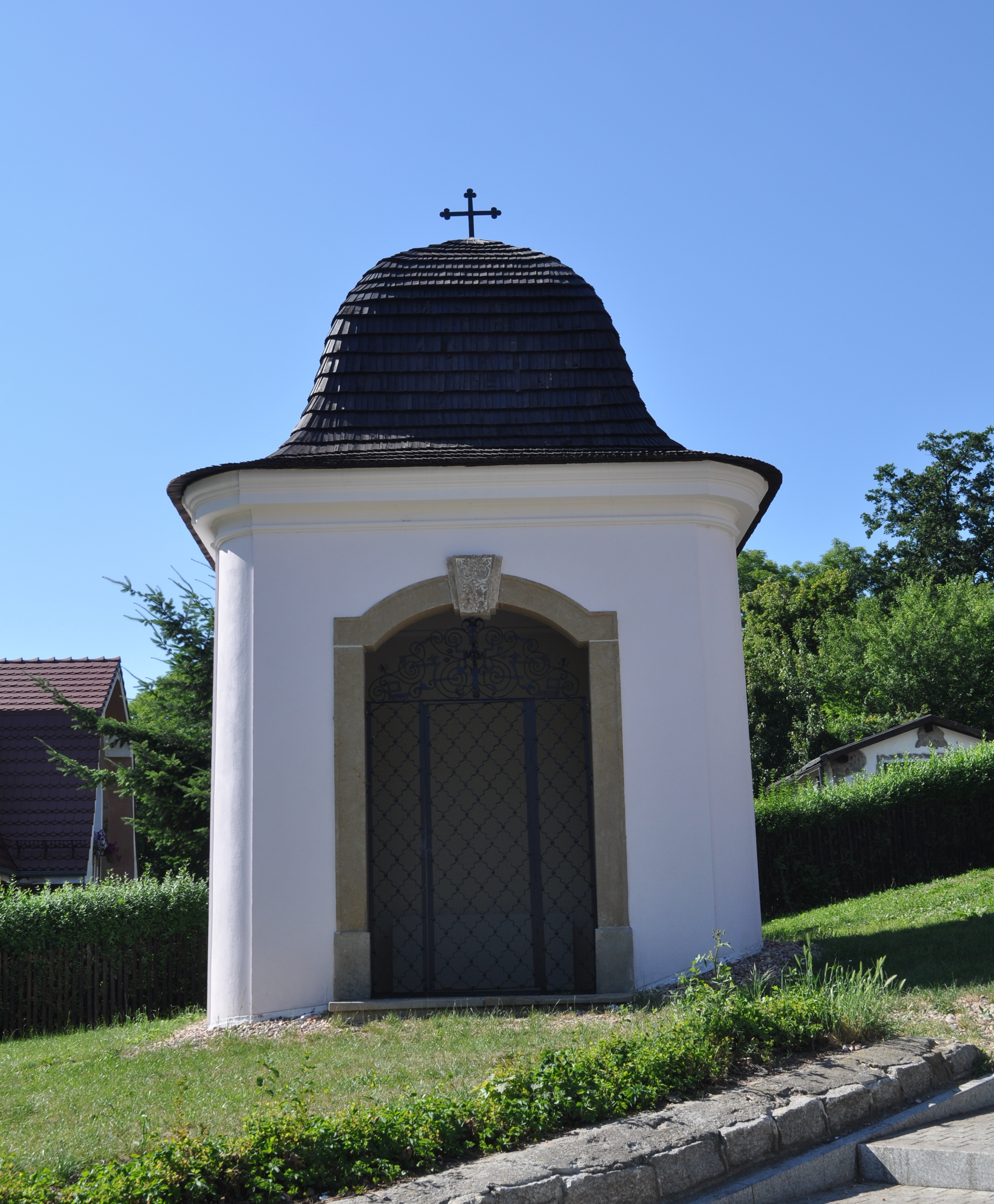
Barokowa kaplica z XVIII w.

- 1703 – miasto zastaje kupione przez zakon cystersów z Krzeszowa
- 1703 – właściciele zamku w Bolkowie, rodzina von Zedlitz wymierają bezpotomnie, zamek wraz z dobrami zostaje sprzedany klasztorowi cystersów, którzy po sekularyzacji go opuszczają, w tym czasie zamek Świny przechodzi w nowe ręce
- 1703–1715 – remont i przebudowa zamku po przejęciu go przez cystersów z Krzeszowa
- 1707 – zorganizowano pierwszy targ na płótno lniane i przędzę, zostaje wybudowany pierwszy wodociąg drewniany (z Wierzchosławic)
- 1727 – powstanie figury św. Jana Nepomucena
- 1742 – Śląsk w rękach Prus; w Bolkowie zostaje wybudowana pierwsza ewangelicka świątynia o konstrukcji szachulcowej (mur pruski), stoi ona na środku rynku w miejscu gdzie obecnie znajduje się fontanna do roku 1885?
- 1745 – miasto liczy 1033 mieszkańców
- 1761 – mieszczanie płacą Prusom kontrybucję w wysokości 5 tys. talarów
- 1763 – wojna siedmioletnia; przez miasto przechodzą rosyjskie siły sprzymierzone Marii Teresy, plądrują i niszczą okolicę, plądrują zamek Świny i grób rodziny Świnków, od tego czasu zamek pozostaje opuszczony
- około 1775 – Fryderyk II Wielki uwalnia Bolków spod służby wojskowej ze względu na duże znaczenie przemysłu lnianego; w mieście powstaje straż obywatelska
- 1792 – wybudowanie w mieście wodociągów
- 25 marca 1793 – wybuch powstania tkaczy
- 1795 – powstaje kronika Bolkowskie osobliwości na podstawie rękopisów, dokumentów i książek, zebrane i opracowane przez Beniamina Gottlieba Steige, kupca w Bolkowie

## XIX wiek
- 1801 – rozebrany zostaje drewniany szpital, powstaje nowy murowany szpital, miasto liczy 1301 mieszkańców
- 1802–1803 – zostaje dobudowany nowy budynek szpitalny
- 1806–1807 – Prusy walczą przeciw Francji, Bolków ponosi koszty w wysokości 14000 talarów, musi wspierać bawarskie oddziały, które przebywają bez zapłaty na jego terenie, w tym samym czasie zostaje wybudowana droga z Jeleniej Góry przez Bolków, Świny, Kłaczynę do Świebodzic
- 1807 – pruska reforma administracyjna, Bolków staje się miastem powiatowym, mieszkańcy płacą kontrybucję w wysokości 14 841 talarów, 23 srebrnych groszy i 10 fenigów na rzecz wojsk napoleońskich
- 1809 – Christian Gottlieb Kramst zakłada pierwszą manufakturę (tkalnię lnu, filię świebodzickiej przędzalni) prowadzi ją, wraz z bielarnią w Wierzchosławicach jego syn Ernst Heinrich Kramst; pierwsze wybory burmistrza i rady miejskiej (6 osobowej )
- 1810 – kasacja zakonu Cystersów, miasto przechodzi na własność państwa pruskiego

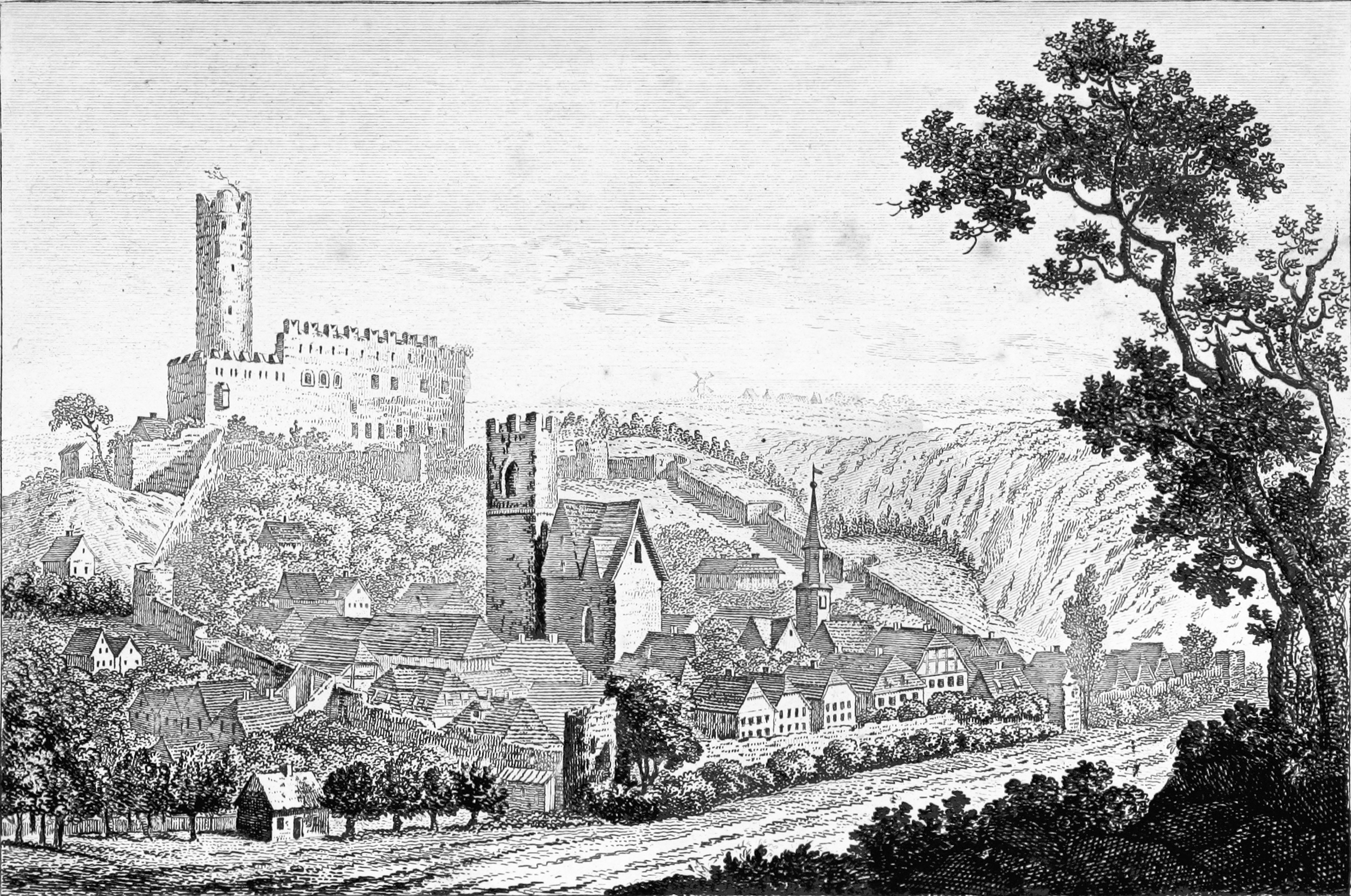
Bolków ok. 1819

- 1812 – rozbiórka murów obronnych, likwidacja umocnień
- 1813 – Wojny napoleońskie; oddziały pruskie i rosyjskie przebywają w Bolkowie, Rosjanie poszukują złota i kosztowności oraz niszczą cześć zamku
- 1814 – powstanie drugiej manufaktury lnu
- 1818–1932 – Bolków siedzibą władz powiatu
- 1819 – powstanie filii tkalni w Wierzchosławicach wraz z bielarnią
- 1820 – pisarze epoki romantyzmu, nadają zamkowi nazwę Bolkenhainer Burg, nazwa Bolkoburg pozostaje wciąż w użyciu; powstaje cotygodniowe połączenie dyliżansem pocztowym z Jawora do Kamiennej Góry przez Bolków
- 1821 – tkalnie zatrudniają 2000 robotników i 130 urzędników
- 1822 – powiększenie i przebudowa furt miejskich
- 1825 – miasto liczy 1470 mieszkańców
- 1827 – budowa nowego ratusz

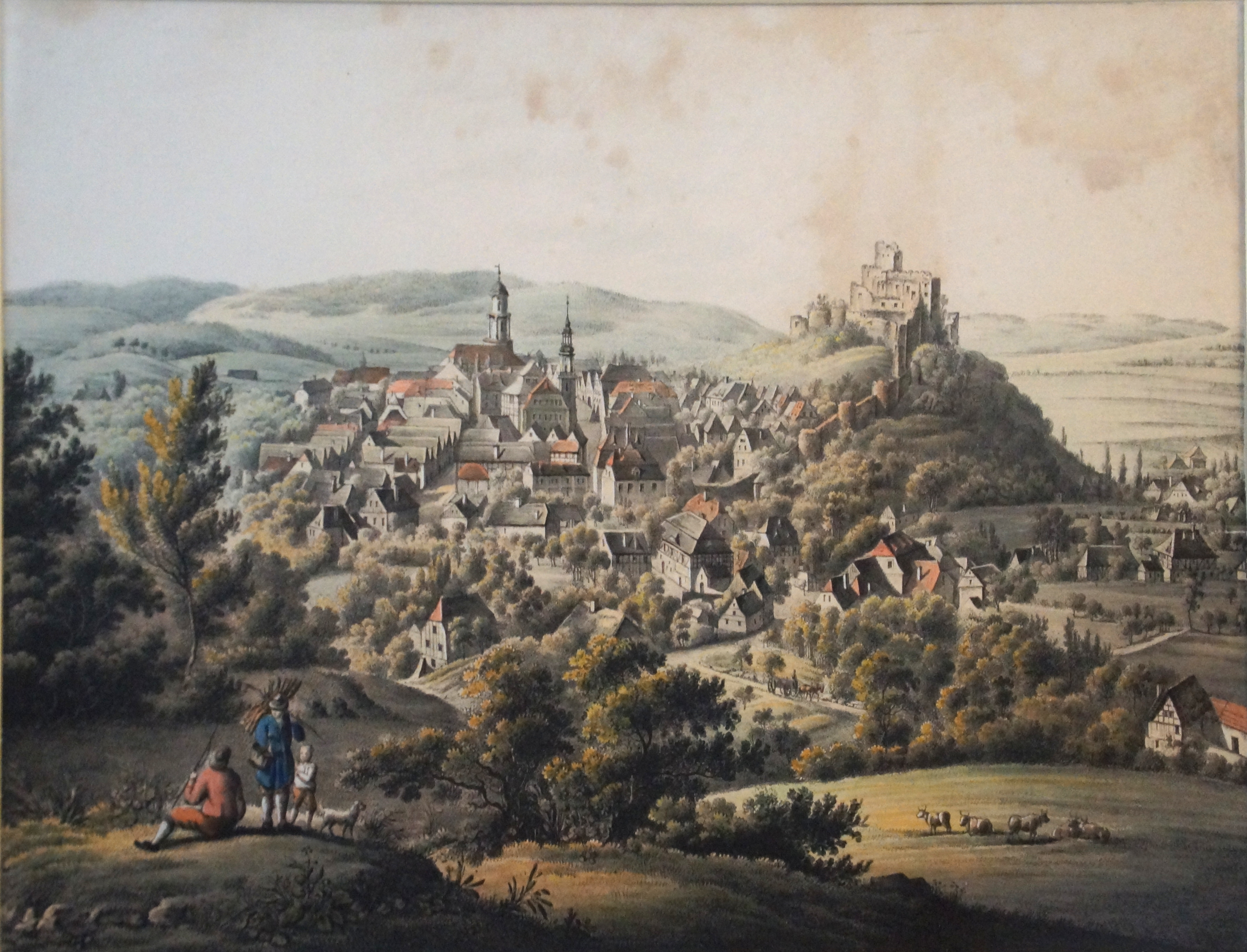
Bolków w 1837

- 1830 – początek epidemii cholery, umiera kilka osób
- 1831 – 63 osoby umierają na cholerę
- od 1834 – dwa razy w tygodniu odchodzi z Bolkowa poczta do Świebodzic
- 1843 – zostaje założony miejski szpital (koszt 1200 talarów), zaplanowany szpital okręgowy
- 1 czerwca 1845 – umiera Christian Gottlieb Krams, w testamencie zapisuje znaczne sumy pieniędzy dla miejskiej biedoty, rzemieślników, szkoły, kościoła, dwóch ogrodów; Bolków liczy 204 domy, wśród budynków publicznych i przedsiębiorstw w mieście znajdują się: ratusz, szpital, browar, młyn do kory dębowej, słodownia, gorzelnie, wiatrak, dwie cegielnie
- 1849 – powstaje 6 latarń gazowych w rynku i przy głównych ulicach (pierwsze oświetlenie uliczne)
- 1830–1850 – dalsze rozruchy wśród tkaczy
- 1850 – powstaje pierwszy urząd pocztowy, zbudowany zostaje most na dolnym przedmieściu, poprawiony zostaje stan ulicy Jaworskiej
- 1851 – powstaje droga z Bolkowa do Jawora
- 1855 – powstanie fontanny w rynku z figura anioła, znana jako Anielska Fontanna, stanęła ona na miejscu starego drewnianego kościoła ewangelickiego (został on rozebrany), w tym czasie powstaje nowy kościół ewangelicki, który istnieje do dziś jako sala sportowa Zespołu Szkół Ekonomicznych
- 1858 – dynamiczny rozwój przemysłu w mieście działają: mechaniczny zakład tkacki Kramsta & Söhne (pracuje w nim około 1500 tkaczy, a tkalnia przekształca się w tkalnię mechaniczno-parową), bielarnia, fabryka papierosów i dwa tartaki, dyliżans (Jawor-Kamienna Góra) przejeżdża 2 razy w tygodniu, powstaje studnia w rynku (w miejscu dawnego kościoła)
- 1862 – wybrukowanie obecnej ulicy Reymonta
- 1864 – do miasta zostają przywiezione metalowe rury wodociągowe
- 1865 – miasto liczy 2001 mieszkańców, część ulic zostaje wybrukowanych kostką bazaltową, w mieście jest 17 latarń
- 1866 – druga epidemia cholery, 62 osób umiera; Bolków liczy 2001 mieszkańców
- 1867 – budowa stacji telegraficznej
- 1870 – budowa stalowego wodociągu (przy obecnej ulicy Farbiarskiej), początek przebudowy wodociągów
- 1871 – miasto liczy 2634 mieszkańców
- 1874–1879 – skanalizowanie miasta
- 1880 – miasto liczy 2700 mieszkańców

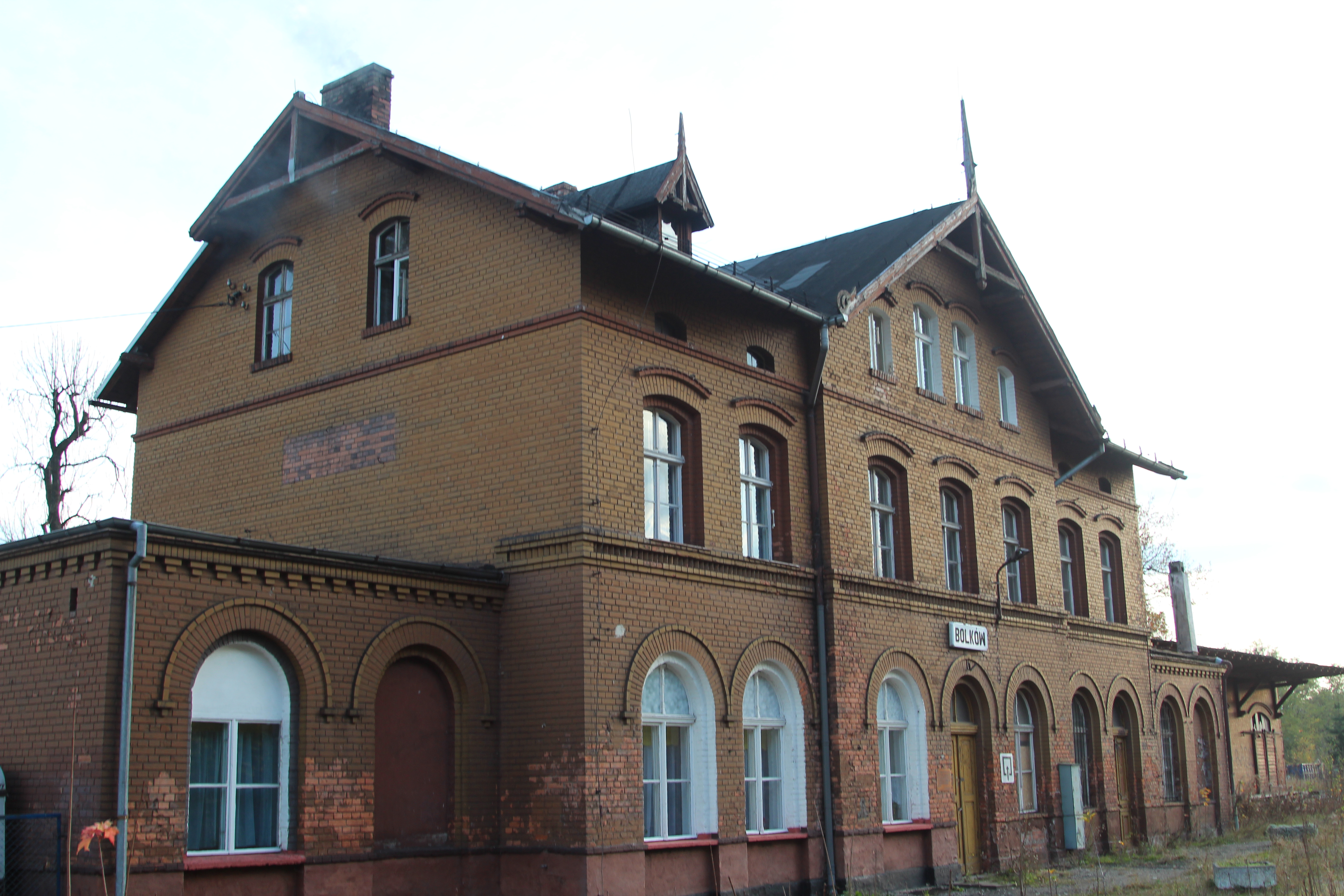
Dworzec kolejowy otwarty w 1890

- 1886 – założono instytut dla dobrze urodzonych dziewcząt, obok powstaje sala gimnastyczna.
- 1890 – miasto uzyskuje połączenie kolejowe ze Strzegomiem, w pobliżu dworca kolejowego powstaje nowa dzielnica mieszkalna
- 1892 – zatwierdzenie pierwszego projektu rozwoju miasta
- 1899 – budowa linii kolejowej do Marciszowa
- 1900 – na podstawie spisu ludności Bolków liczy 3897 mieszkańców, w tym 2896 ewangelików, 986 katolików, 8 Żydów, 7 osób innych wyznań chrześcijańskich

## 1901–1938
- 1905 – powstaje Heimatverein Bolkenhain, opiekuje się on dwoma zamkami i prowadzi muzeum
- 1905 – na podstawie spisu ludności w mieście mieszka 2787 ewangelików, 1148 katolików, 11 Żydów i 13 wyznawców innych religii
- 1918 – powiat Bolków zajmuje obszar i 35916 ha oraz składał się z 2 miast, 49 wiejskich wspólnot gminnych, 38 majątków ziemskich
- od 1920 – dynamiczny rozwój przemysłu turystycznego, miasto posiada dwa duże hotele, gospody z pokojami gościnnymi i osiem restauracji, Bolków liczy 3900 mieszkańców
- 1924 – uroczyste obchody 60. urodzin Fedora Sommera, powstaje wtedy, zrealizowana rok później, idea organizacji otwartej sceny teatralnej na zamku Bolków
- 16 czerwca 1925 – powiat liczy 29779 mieszkańców, w tym Bolków 4121
- 1925–1926 – na zamku corocznie latem odbywa się Bolkenhainer Festspiele (zwany Bolkofes), w czasie jego trwania uczestniczy w nim prawie cała ludność miasta, wystawia się sztukę lokalnego poety Fedora Sommera zatytułowaną Bolko
- 1925 – Herbert Müller wraz z pięcioma innymi osobami zakłada lokalny oddział NSDAP
- 1 października 1932 – kolejna pruska reforma administracyjna, Bolków nie jest już siedzibą powiatu i zostaje włączony do kamiennogórskiego powiatu ziemskiego, długoletni burmistrz Seichter zostaje ponownie wybrany na dwunastoletnią kadencję
- 30 stycznia 1933 – przejęcie władzy przez nazistów, nowo wybrany burmistrz zostaje zdymisjonowany, na jego następcę jest wybierany Herbert Müller
- 1933 – Bolków zostaje przydzielony do powiatu jaworskiego; Arthur Lahmer (zegarmistrz) prowadzi jednak obrady Rady Powiatu w Bolkowie; zamek Bolków odwiedza 18375 osób, muzeum regionalne 7014 osób, a zamek Świny 5500
- 1933–1945 – Bolków znajduje się w powiecie jaworskim (siedziba powiatu jest w Jaworze), w legnickim obwodzie regencyjnym
- 1935 – w tym roku zamek w Bolkowie odwiedza 44726 osób

## 1939–1945
- 17-18 czerwca 1939 – na zamku odbywa się drugi festyn muzyki ludowej, drugiego dnia po południu odbywa się premierowe wykonanie Bolkowskiej muzyki zamkowej pod kierownictwem kompozytora prof. Bialasa z Wrocławia
- 1939 – Bolków liczy 4600 mieszkańców
- 1939–1946 – były mieszkaniec Arthura Mattuschka (zastępca dowódcy straży i starszego ogniomistrza bolkowskiej Ochotniczej Straży Pożarnej) pisze w swoich sprawozdaniach o wybuchach, które niszczą w tym czasie miejską infrastrukturę
- 1940 – miasto liczy 4600 mieszkańców
- 1940–1945 na Wzgórzu Ryszarda znajdują się koszary stacjonującego tam oddziału RAD (numer 4/103, 230 mężczyzn)
- styczeń 1945 – Armia Czerwona wkracza na Śląsk
- 1945 – Polacy i Rosjanie wysiedlają ludność niemiecką, dochodzi do aktów agresji
- 12 lutego 1945 do maja 1945 – po zajęciu Jawora w Bolkowie działają ewakuowane władze powiatowe
- 13 lutego 1945 – po zdobyciu Jawora, kolumny uchodźców udają się w kierunku Czech, front zostaje przesunięty 8 maja i wtedy część ludności jest zmuszona powrócić
- luty 1945 – estońskie oddziały Waffen SS ukrywają w majątku dr Ruffelsa (Półwsie) cenniejsze zamkowe eksponaty
- 8 maja i 8/9 maja 1945 – 15 budynków ulega zniszczeniu wskutek eksplozji i podpaleń, wybuchają granaty w ogrodzie Lauterbacha nieopodal zamku
- 9 maja 1945 – wojska radzieckie przekazują władzę nad miastem Polakom, początkowo pod nazwą Bolkowiec
- 1945 – w Bolkowie zostaje założona Ochotnicza Straż Pożarna, cegielnia przy ulicy Świerczewskiego wstrzymuje produkcję i zostaje zburzona

## 1946–1989
- 1946 - w rynku przy ratuszu na znajdującym się tam skwerze w miejscu cmentarza żołnierzy radzieckich postawiono obelisk ku czci czerwonoarmistów poległym w walce o miasto[1].
- 1946 – początek wysiedlania ludności niemieckiej, Bolków liczy 2800 mieszkańców
- 1947 – wysiedlanie ludności do strefy radzieckiej
- od 1946 – początek odbudowy przemysłu w mieście, częściowo przy pomocy pozostałych w mieście niemieckich specjalistów
- 1949 – powstaje Biblioteka Publiczna w Bolkowie
- 1950 – w Zakładzie Przemysłu Lniarskiego "Wisła" pracuje 293 osób (281 krosien)
- 1952 – w Zakładzie Przemysłu Lniarskiego pracuje 406 osób, uruchomiono krosno ekranowe (tkane są ekrany kinowe)
- 1955 – kryzys w Zakładzie Przemysłu Lniarskiego z powodu braku surowców do produkcji
- 1956 – gospodarkę mieszkaniową przejmuje Miejski Zarząd Budynków Mieszkalnych, połączenie Świebodzickich Zakładów Przemysłu Lniarskiego w Świebodzicach i z Zakładu Przemysłu Lniarskiego w Bolkowie w przedsiębiorstwo o nazwie Zakłady Przemysłu Lniarskiego "Silena", upaństwowienie tartaku (od tej pory należy do Okręgowego Przedsiębiorstwa Przemysłu Drzewnego w Legnicy)
- 1957 – rozpoczęcie odbudowy miasta, miasto stara się odzyskać statut miejscowości turystycznej, miasto utrzymuje status uzdrowiska
- 1960 – Garbarnia nr 1 rezygnuje z substancji roślinnych, rozpoczyna stosowania środków chemicznych (zakład zatrudnia w tym czasie 100 osób, w garbarni nr 2 pracuje 30 osób)
- 1961 – utworzenie Zasadniczej Szkoły Włókienniczej (przy ZPL "Silena"), naucza się w niej tkactwa i przędzenia
- 1962 – powstaje Zasadnicza Szkoła Rachunkowości Rolnej na ulicy Mickiewicza 1 (obecnie internat ZSA), w pierwszym roku zorganizowano jedną, 46 osobową klasę
- 1963 – w Zasadnicza Szkoła Rachunkowości Rolnej kształci się 93 osób
- 1965 – Bolkowska OSP otrzymuje pierwszy sztandar
- 1967 – tartakiem zaczyna zarządzać Dolnośląskie Przedsiębiorstwo Przemysłu Drzewnego we Wrocławiu, pracuje w nim 70 osób, następuje podział Szkoły Podstawowej na Szkołę Podstawową nr 1 i Szkołę Podstawową nr 2 [na ulicy Bolka istnieje filia Szkoły Podstawowej]
- 1968 – w garbarni nr 1 wybucha pożar, budynek zostaje częściowo spalony a produkcja ustaje
- 1 września 1971 – w budynku Zasadniczej Szkoły Rachunkowości Rolnej zaczynają funkcjonować: Technikum Rachunkowości Rolnej i dwuletnia Zasadnicza Szkoła Rolnicza
- 1975 – wymiana parku maszynowego w Silenie
- 1977 – rozpoczęcie budowy ośrodka wypoczynku świątecznego: basen o wymiarach 50x22,5 m, amfiteatr oraz zaplecze, całość kosztowała około 10 mln zł, szkoły przy ulicy Niepodległości zaczynają funkcjonować w ramach Zespołu Szkół Rolniczych w Bolkowie.
- 1977 – uruchomienie Średniego Studium Zawodowego zajmującego się włókiennictwem
- 1979 – otwarcie ośrodka wypoczynku świątecznego (zarządza nim MGOKSiR – Miejsko Gminny Ośrodek Kultury Sportu i Rekreacji)
- sierpień 1979 – w Domu Kultury odbywają się koncerty, wystąpił: Mieczysław Fogg, Zespołu Pieśni i Tańca Uniwersytetu Lubelskiego "Lublin"
- 1980 – szczyt niedoborów towarów, miasto liczy 5731 mieszkańców, Zakłady Przemysłu Lniarskiego "Silena" zatrudnia 1200 osoby
- 1982 – PTTK-Foto-Pam zatrudnia ok. 245 osób, głównie kobiet
- 1983 -przemianowanie Zbiorczej Szkoły Gminnej na Szkołę Podstawową
- 2 maja 1987 – Dom Kultury organizuje pokojową manifestację w Gross-Rosen z udziałem Armii Czerwonej
- 2 sierpnia 1987 – inauguracja V Międzynarodowego Festiwalu Teatrów Ulicznych.
- 1989 – zakład "Silena" zatrudnia 1152 osoby

## 1990do dziś

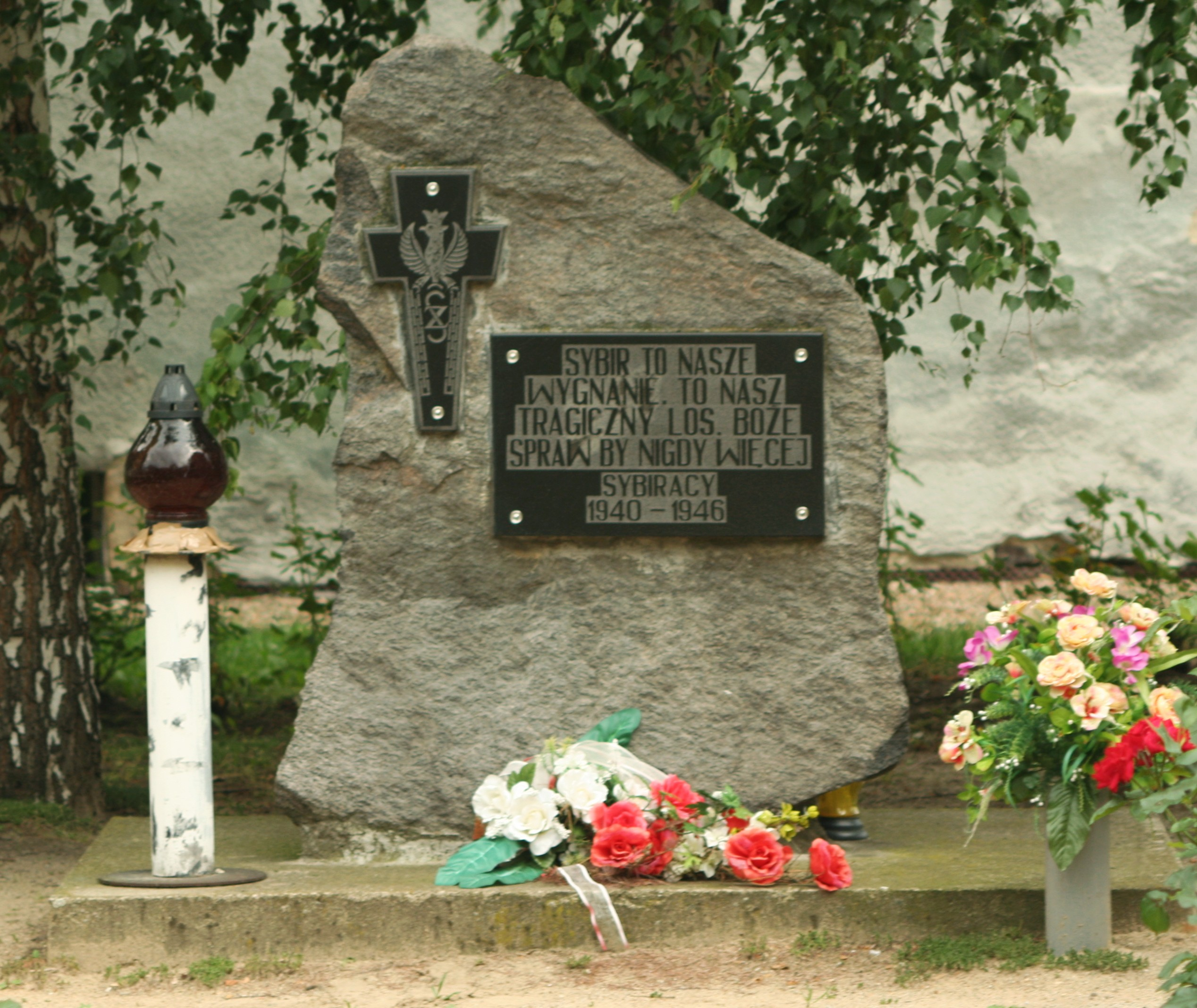
Pomnik Sybiraków

- 1990 – Bolków liczy 5584 mieszkańców, Gminna Spółdzielnia "Samopomoc Chłopska" w wyniku wysokości odsetek od kredytów zostaje zlikwidowany
- 29 listopada 1990 – ukazuje się pierwszy numer tygodnika regionalnego W MiG (nakład: 1000 egzemplarzy, liczba stron: 6, cena: 1500 zł)
- 1991 – wielki kryzys, w mieście jest około 30% bezrobocie (największy wskaźnik w województwie)
- marzec 1992 – redakcja gazety W MiG (wtedy już dwutygodnik) otrzymuje nagrodę w konkursie na najlepszą gazetę lokalną organizowanym przez Fundację na Rzecz Demokracji w Europie Wschodniej, wydawnictwo ukazywało się jeszcze do grudnia jako miesięcznik
- 21 kwietnia 1992 – powstanie Towarzystwa Miłośników Bolkowa
- 1993 – budowa dwóch bloków mieszkalnych przy ul. Piastowskiej, po zmianie zespołu redakcyjnego następuje reaktywacja pisma lokalnego, tym razem pod tytułem W MiG – Gazeta Regionalna
- 1994 – Towarzystwo Miłośników Bolkowa realizuje pomoc charytatywną, polegającą na sprowadzeniu darów od partnerskiej Gminy Heerde
- 1994–1995 – budowa przejścia podziemnego przy ulicy Sienkiewicza
- 1995 – początek koncertów Castle Party
- 28 września 2001 – uroczyste odsłonięcie figurki chłopca wieńczącej fontannę w rynku
- 2 kwietnia 2006 – odsłonięcie pomnika Jana Pawła II na Placu im. Jana Pawła II przed kościołem parafialnym, wycięcie kilku wysokich świerków w celu postawienia pomnika
- 31 grudnia 2006 – miasto miało 5566 mieszkańców